# 1769 en musique classique
| \| • Retour à la chronologie générale de la musique classique • \| |
| Grèce • Rome • Haut Moyen Âge • VIIIe siècle • IXe siècle • Xe siècle • XIe siècle XIIe siècle • XIIIe siècle • XIVe siècle • XVe siècle • XVIe siècle • XVIIe siècle XVIIIe siècle • XIXe siècle • XXe siècle • XXIe siècle |
| • Retour à la chronologie générale de la musique classique • |

| Années en musique classique : 1766 - 1767 - 1768 - 1769 - 1770 - 1771 - 1772    |
| Décennies en musique classique : 1730 - 1740 - 1750 - 1760 - 1770 - 1780 - 1790 |

## Événements
- 14 janvier : la Missa brevis no 2 en ré mineur K. 65 (61a) est terminée par Mozart à Salzbourg.
- 1er février : La Clemenza di Tito, opéra de Johann Gottlieb Naumann, créé à Dresde.
- 6 mars : Le Déserteur, opéra de Pierre-Alexandre Monsigny, créé à Paris.
- 1er mai : La finta semplice, opéra-bouffe de Mozart, créé à Salzbourg.
- 25 octobre : La Rosière de Salency, comédie, mêlée d'ariettes, de Charles-Simon Favart, musique de Blaise, Philidor, Monsigny et Duni, créée au château de Fontainebleau.
- octobre : la Messe en ut majeur «Dominicus-Messe» K. 66 est composée par Mozart .
- 1er novembre : Les Israëlites dans le désert, opéra de Carl Philipp Emanuel Bach, créé à Leipzig.
- 11 décembre : Premier voyage de Mozart en Italie.

## Naissances

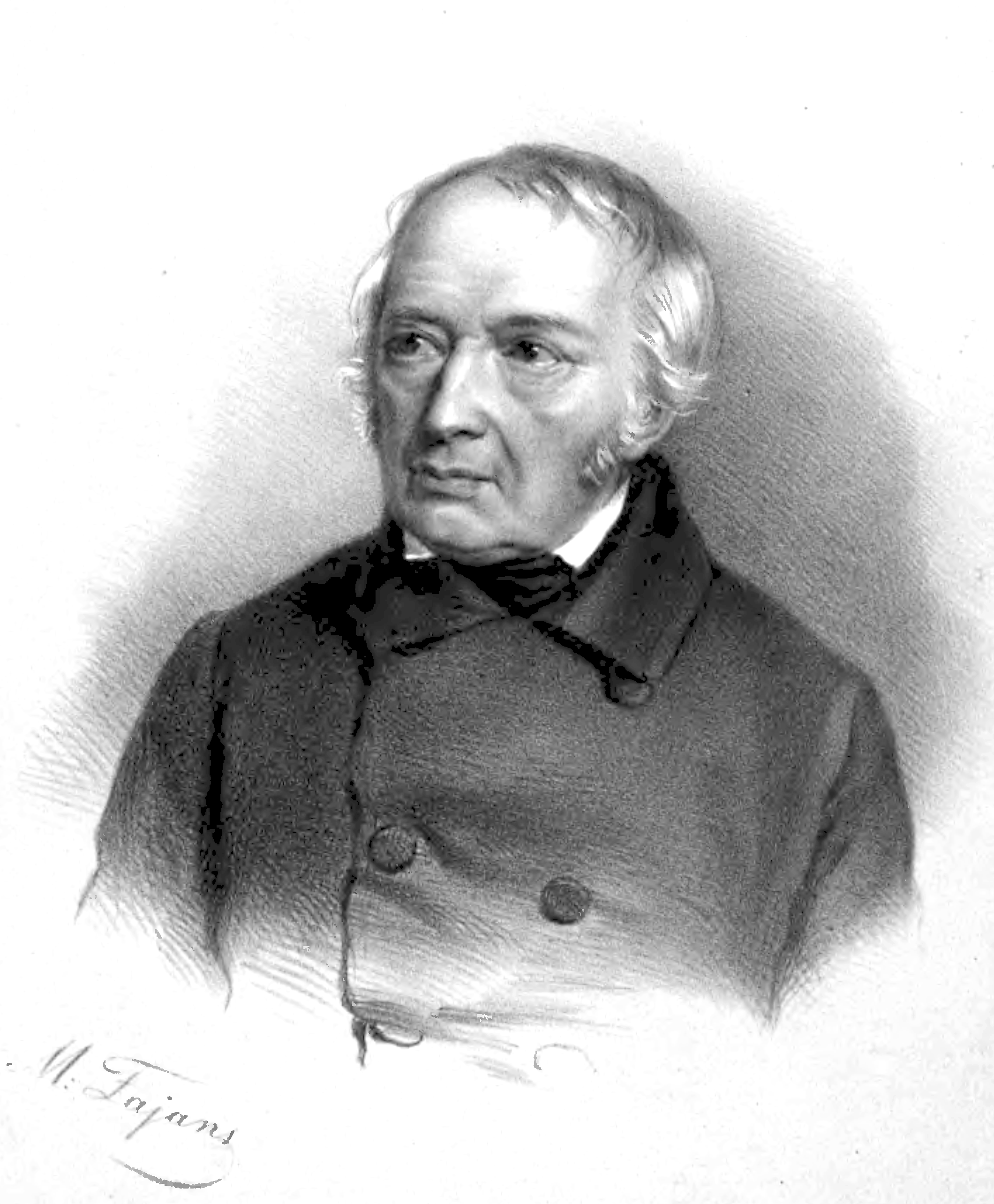
Józef Elsner

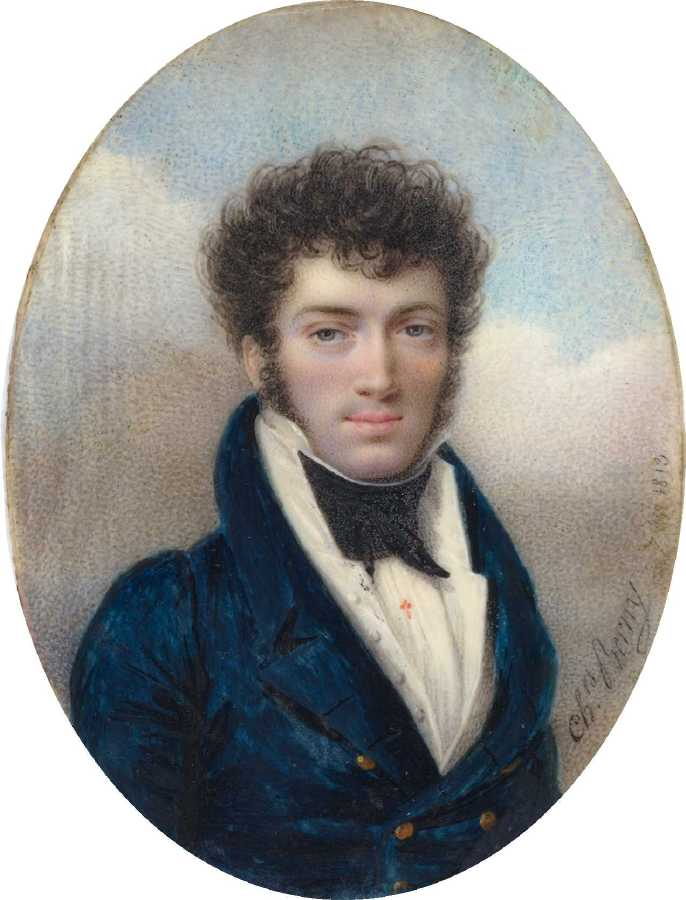
Jean Elleviou

- 12 février : Johann Friedrich Rochlitz, écrivain, librettiste, biographe et critique musical allemand († 16 décembre 1842).
- 5 mars : Philipp Karl Hoffmann, pianiste et compositeur allemand († 14 novembre 1842).
- 8 mars : Katerina Veronika Anna Dusíkova, chanteuse, harpiste, pianiste et compositrice originaire de Bohême († 24 mars 1833).
- 21 mars : Benoit Mozin, compositeur français († 1er décembre 1857).
- 12 avril : Giovanni Agostino Perotti, compositeur et maître de chapelle italien († 6 juin 1855).
- 18 avril : Jacques François Simiot, facteur lyonnais renommé et innovant d'instruments à vent de la famille des bois, en particulier pour les clarinettes et les bassons († 28 août 1844).
- 25 avril : Charles Borremans, violoniste et chef d’orchestre belge († 17 juillet 1827).
- 7 mai : Giuseppe Farinelli, compositeur italien († 12 décembre 1836).
- 1er juin : Józef Elsner, compositeur polonais († 18 avril 1854).
- 14 juin : Domenico Della-Maria, compositeur français († 9 mars 1800).
- 4 juillet : Louis-Luc Loiseau de Persuis, musicien français († 20 décembre 1819).
- 30 août : Bonifazio Asioli, compositeur italien († 18 mai 1832).
- 2 novembre : Jean Elleviou, chanteur, comédien et librettiste français († 5 mai 1842).
- 17 décembre : Johann Friedrich Schubert, compositeur et violoniste allemand († 13 octobre 1811).

Date indéterminée
- Elizabeth Billington, cantatrice britannique († 25 août 1818).
- Louis Rigel, pianiste et compositeur français († 25 février 1811).

## Décès
- 26 octobre : Charles Noblet, claveciniste français (° 26 avril 1715).
- 6 décembre : William Felton, organiste, claveciniste et compositeur anglais (° 1715).

Date indéterminée
- Charles-Henri de Blainville, compositeur, violoncelliste, pédagogue et théoricien français (° 1711).
- Chevalier d'Herbain, compositeur français (° vers 1732).
- Louis Grénon, compositeur français (° 1734).
- Antonio Palomba, librettiste italien (° 20 décembre 1705).
- Antoine-Alexandre-Henri Poinsinet, dramaturge et librettiste français (° 17 novembre 1735).